# Johann Amerbach
Johann Amerbach (1440-1513) (Hans Fenediger) (* Amorbach, Odenwald, 1440 † Basileia, 25 de dezembro de 1513) foi um livreiro, tipógrafo e renomado editor em Basileia.

## Biografia
Era filho de Peter Welcker, prefeito de Würzburg. Estudou em Sorbona e foi aluno de Jean de Lapierre também conhecido como Johannes Lapidanus, prior da universidade, o qual foi o primeiro a trazer impressores para a cidade, onde em 1464, ele se formou como Mestre de Artes. Aí ele também estudou latim e grego. Viajou para a Itália, onde estudou durante algum tempo em Roma, e provavelmente trabalhou como impressor em Veneza. Amerbach montou em sua oficina tipográfica, em Basileia, de 1481 a 1515, ano de sua morte. Foi casado com Barbara Ortenberg, com quem teve três filhos e duas filhas.
Devido à natureza de seu trabalho, Amerbach fez contatos com diversos literatos de sua época: Johannes Trithemius von Sponheim (1462-1516), Jakob Wimpfeling (1450-1528), Sebastian Brant (1457-1521) e Johannes Reuchlin (1455-1522), os quais muito contribuiram com ele. Brant contribuiu com poemas para as suas edições, e Reuchlin foi de grande ajuda na publicação de obras de Santo Agostinho e São Jerônimo. Amerbach morreu durante a produção da sua maior publicação de uma coleção de obras dos quatro doutores da igreja, Santo Ambrósio, São Jerônimo, São Gregório Magno e Santo Agostinho. Foi sepultado no mesmo monastério cartuxo que muito contribuiu na produção de suas obras impressas.

## Obras[1]
- Aesopus: Vita et Fabulae. Prosabearbeitung des Romulus nebst Vita in der Übers. des Rinucius und Fabeln aus anderen Sammlungen, lat. Mit der deutschen Übers. von Heinrich Steinhöwel. [Basileia: Michael Furter, [c1500] [vielmehr Johann Amerbach, um 1488/89].
- Alanus de Insulis: De maximis theologie. [Basileia: Johann Amerbach] [vielmehr Jakob Wolff], [não posterior a 1492].
- Alexander de Villa Dei: Doctrinale. P. 1–4. Mit Komm. von Ludovicus de Guaschis. Basileia: [ Johann Amerbach], 1486.
- Almanach auf das Jahr 1490, lat. [Basileia: Johann Amerbach]
- Almanach für Basileia auf das Jahr 1494, deutsch. [Basileia: Johann Amerbach]
- Almanach auf das Jahr 1478, deutsch. [Basileia: Johann Amerbach, um 1478]
- Almanach auf das Jahr 1479, deutsch. [Basileia: Johann Amerbach]
- Almanach auf das Jahr 1489, lat. [Basileia: Johann Amerbach, um 1489]
- Alphabetum divini amoris. [Basileia: Johann Amerbach, 1490 oder 1491]
- Vocabularius breviloquus, Johannes Reuchlin

## Literatura
- Die Amerbachkorrespondenz, bearbeitet und herausgegeben im Auftrag der Kommission für die Öffentliche Bibliothek der Universität Basel von Alfred Hartmann, [do Volume 6] trabalho com base em material coletado por Alfred Hartmann e editado por Beat Rudolf Jenny e outros, Volume 1–11, Edição da Universitätsbibliothek, Basel;1942–2010.
- Friedrich Wilhelm Bautz: Johann Amerbach. Em: Biographisch-Bibliographisches Kirchenlexikon (BBKL).
- Ferdinand Geldner: Die deutschen Inkunabeldrucker. Ein Handbuch der deutschen Buchdrucker des XV. Jahrhunderts nach Druckorten. Volume 1: Das deutsche Sprachgebiet. Hiersemann, Stuttgart 1968.
- Barbara C. Halporn (editora): The correspondence of Johann Amerbach. Early printing in its social context. Selected, translated, edited, with commentary by University of Michigan Press, Ann Arbor MI 2000, ISBN 0-472-11137-X.
- Frank Hieronymus: Johannes Amerbach. In: Severin Corsten (editor): Lexikon des gesamten Buchwesens. (LGB). Volume 1: A – Buch. 2., völlig neu bearbeitete Auflage. Hiersemann, Stuttgart 1989, ISBN 3-7772-8721-0, S. 77.
- Otto Mühlbrecht, Karl Steiff (1875). "Amerbach, Johannes". In Allgemeine Deutsche Biographie (ADB) (em alemão). 1. Leipzig: Duncker & Humblot. p. 398–398.
- Beat von Scarpatetti: Amerbach (Amorbach, Welcker), Johannes no Dicionário histórico da Suíça.
- Ernst Voulliéme: Die deutschen Drucker des fünfzehnten Jahrhunderts. 2. Auflage. Verlag der Reichsdruckerei, Berlin 1922.

## Filhos
- Bruno Amerbacius (* 9 Dez 1484 † 22 Out 1519)
- Basilius Amerbach (1488-1535)
- Bonifacius Amerbach (1495-1562)